# ندلیشته
ندلیشته (به بلغاری: Nedelishte) یک منطقهٔ مسکونی در بلغارستان است که در استان صوفیه واقع شده‌است.